# 의성김씨 학봉종택
의성김씨 학봉종택(義城金氏 鶴峰宗宅)은 경상북도 안동시 서후면 금계리에 있는 건축물이다. 1995년 12월 1일 경상북도의 기념물 제112호로 지정되었다.

## 개요
조선 중기 문신 학봉 김성일(1538∼1593) 선생의 종가이다.
김성일은 선조 1년(1568) 과거에 급제하여 정언과 수찬 나주목사 등을 역임하였다. 임진왜란 때는 경상도 초유사로 관군과 의병을 화합시켜 의병의 전투력 향상에 큰 공을 세웠다. 퇴계의 제자로 뛰어난 성리학자이기도 한 그의 학문은 이후 영남학파의 학문 전통에 큰 영향을 미쳤다.
가옥은 一자형 안채와 사당, 문간채, 풍뢰헌, 운장각으로 구성되어 있다. 운장각은 유물의 보관과 전시를 위하여 세운 것으로 선생의 유품과 문중에서 소장하고 있는 책과 옛 문서를 보관하고 있다.

## 같이 보기
- 김성일

## 참고 자료
- 의성김씨학봉종택 - 국가유산청 국가유산포털